# Burhinus vermiculatus
L'occhione vermicolato o occhione acquaiolo (Burhinus vermiculatus, Cabanis, 1868), è un uccello della famiglia dei Burhinidae.

## Sistematica
Burhinus vermiculatus ha due sottospecie:
- Burhinus vermiculatus buettikoferi
- Burhinus vermiculatus vermiculatus

## Distribuzione e habitat
Questo uccello vive nell'Africa centro-meridionale, dal Niger fino al Sudafrica.